# Nhiệm vụ Sao Hỏa
Nhiệm vụ Sao Hỏa của Các Tiểu vương quốc Ả Rập Thống nhất (tiếng Ả Rập: مشروع الإمارات لاستكشاف المريخ) là một sứ mệnh thám hiểm không gian chưa được đưa lên Sao Hỏa của Cơ quan Vũ trụ Các Tiểu vương quốc Ả Rập Thống nhất. Tàu quỹ đạo Hope (tiếng Ả Rập: مسبار الأمل, Misabar Al Amal) được phóng vào ngày 20 tháng 7 năm 2020 và đến Sao Hỏa vào ngày 9 tháng 2 năm 2021.
Việc thiết kế, phát triển và vận hành sứ mệnh được dẫn dắt bởi Trung tâm Không gian Mohammed bin Rashid (MBRSC). Tàu vũ trụ được phát triển bởi MBRSC và Phòng thí nghiệm Vật lý Khí quyển và Không gian (LASP) tại Đại học Colorado Boulder, với sự hỗ trợ từ Đại học Bang Arizona (ASU) và Đại học California, Berkeley. Nó được lắp ráp tại Đại học Colorado.
Vào ngày 9 tháng 2 năm 2021, Các Tiểu vương quốc Ả Rập Thống nhất trở thành quốc gia Ả Rập đầu tiên và là quốc gia thứ năm lên tới sao Hỏa và quốc gia thứ hai đi vào quỹ đạo sao Hỏa thành công trong lần thử đầu tiên, Ấn Độ là quốc gia đầu tiên thực hiện Sứ mệnh quỹ đạo Sao Hỏa.